# Крукстон (Небраска)
Крукстон (англ. Crookston) — селище (англ. village) в США, в окрузі Черрі штату Небраска. Населення — 71 особа (2020).

## Географія
Крукстон розташований за координатами 42°55′35″ пн. ш. 100°45′12″ зх. д. / 42.92639° пн. ш. 100.75333° зх. д. (42.926311, -100.753436).  За даними Бюро перепису населення США в 2010 році селище мало площу 1,13 км², уся площа — суходіл.

## Демографія
Згідно з переписом 2010 року, у селищі мешкало 69 осіб у 35 домогосподарствах у складі 17 родин. Густота населення становила 61 особа/км².  Було 51 помешкання (45/км²).
Расовий склад населення:
| - 89,9 % — білих - 2,9 % — корінних американців - 1,4 % — вихідців з тихоокеанських островів |

До двох чи більше рас належало 5,8 %. Частка іспаномовних становила 0,0 % від усіх жителів.
За віковим діапазоном населення розподілялося таким чином: 24,6 % — особи молодші 18 років, 62,4 % — особи у віці 18—64 років, 13,0 % — особи у віці 65 років та старші. Медіана віку мешканця становила 45,8 року. На 100 осіб жіночої статі у селищі припадало 122,6 чоловіків;  на 100 жінок у віці від 18 років та старших — 100,0 чоловіків також старших 18 років.
За межею бідності перебувало 5,7 % осіб, у тому числі 0,0 % дітей у віці до 18 років та 11,1 % осіб у віці 65 років та старших.
Цивільне працевлаштоване населення становило 14 особи. Основні галузі зайнятості: мистецтво, розваги та відпочинок — 35,7 %, фінанси, страхування та нерухомість — 14,3 %, освіта, охорона здоров'я та соціальна допомога — 14,3 %.